# Sidi (Unternehmen)

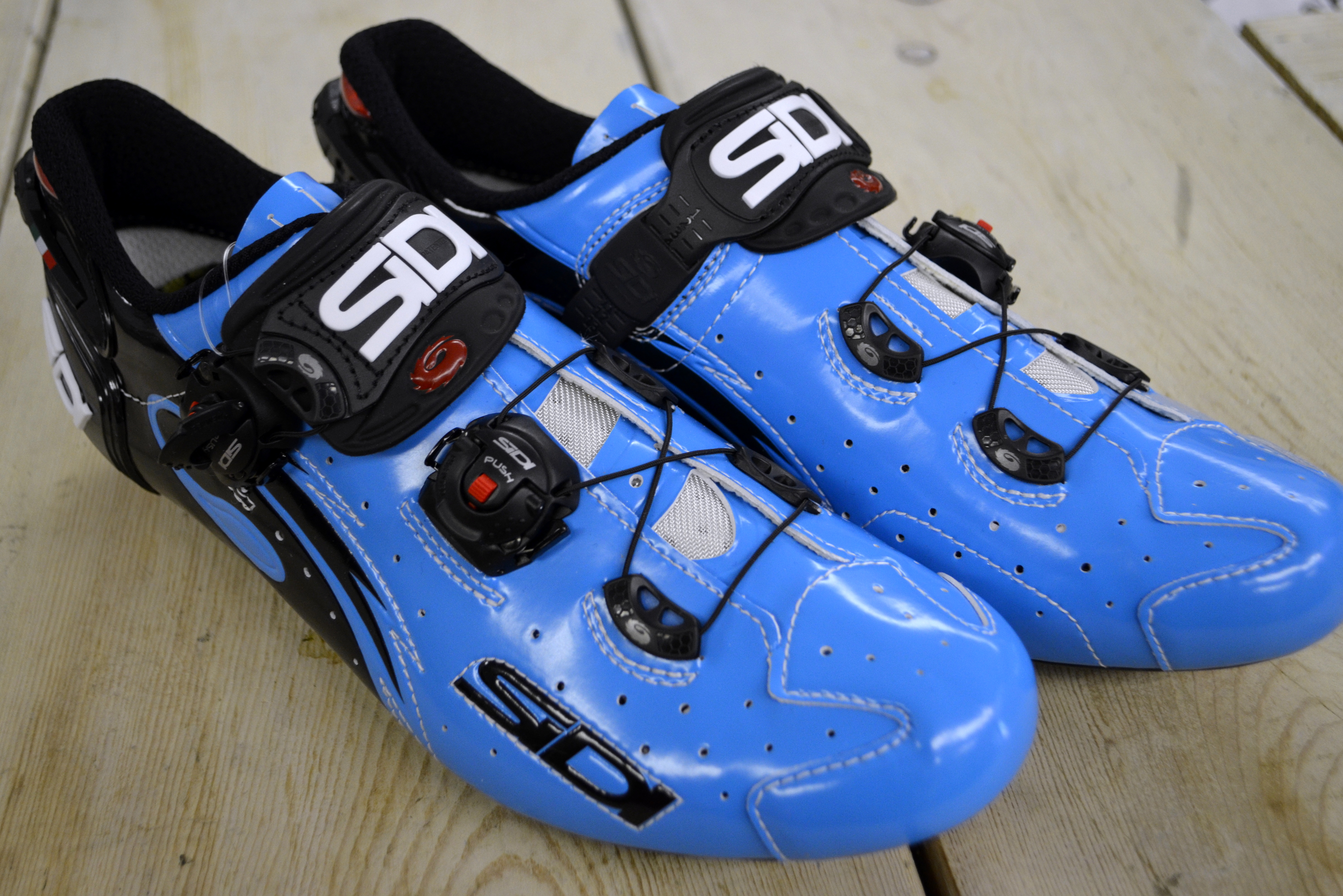
Sidi Carbon Rennradschuhe (Froome Edition)

Sidi, auch SIDI oder SiDI, ist ein 1960 gegründetes italienisches Unternehmen. Das Unternehmen fertigt fast ausschließlich Schuhe und Stiefel sowie andere Bekleidungsartikel für Motorrad- und Rennradfahrer.
Der Firmengründer, Dino Signori hat sich diverse Patente im Zusammenhang mit Schuhen schützen lassen. Seine Namensinitialien – umgestellt – ergeben den Unternehmensnamen.
Sidi gehört zu den bekanntesten Marken für Rennradschuhe oder Motorradstiefel. Zahlreiche erfolgreiche Rennradfahrer tragen die Schuhe des Unternehmens. Das Unternehmen rühmt sich auch die ersten Schuhe für Klickpedale auf den Markt gebracht zu haben. Die ersten Sidi-Schuhe waren die 1973 eingeführten Sidi Titanium, die eine größere, rechteckige Titanplatte unter der Sohle hatte. Seit den 1970er Jahren werden Kunstleder und Kohlenstofffasern verwendet (zum Beispiel in den Schuhen Sidi Ergo 1 und Sidi Ergo 2).
Außer Schuhen produziert Sidi auch Bekleidungsartikel wie Socken und ähnliches.
Sidi sponsert zahlreiche MotoGP-Fahrer wie Alex Barros, Anthony West, Chris Vermeulen, Colin Edwards, Loris Capirossi und Lukáš Pešek.